# Circonscription électorale de Biscaye
Ne doit pas être confondu avec Circonscription autonomique de Biscaye.
La circonscription électorale de Biscaye est l'une des cinquante-deux circonscriptions électorales espagnoles utilisées comme divisions électorales pour les élections générales espagnoles. 
Elle correspond géographiquement à la province de Biscaye.

## Historique
Elle est instaurée en 1977 par la loi pour la réforme politique puis confirmée avec la promulgation de la Constitution espagnole qui précise à l'article 68 alinéa 2 que chaque province constitue une circonscription électorale.

## Congrès des députés

### Synthèse
|             |       | 1977 | 1979 | 1982 | 1986 | 1989 | 1993 | 1996 | 2000 | 2004 | 2008 | 2011 | 2015 | 2016 | 04/19 | 11/19 | 2023 |
| ----------- | ----- | ---- | ---- | ---- | ---- | ---- | ---- | ---- | ---- | ---- | ---- | ---- | ---- | ---- | ----- | ----- | ---- |
| UCD         |       | 2    | 2    |      |      |      |      |      |      |      |      |      |      |      |       |       |      |
| AP & alliés |       | 1    |      | 1    | 1    |      |      |      |      |      |      |      |      |      |       |       |      |
| HB          |       |      | 2    | 1    | 2    | 2    | 1    | 1    |      |      |      |      |      |      |       |       |      |
| EE          |       |      |      |      | 1    | 1    |      |      |      |      |      |      |      |      |       |       |      |
| IU          |       |      |      |      |      |      |      | 1    |      |      |      |      |      |      |       |       |      |
| PP          |       |      |      |      |      | 1    | 2    | 2    | 3    | 2    | 1    | 1    | 1    | 1    |       | 1     | 1    |
| PSOE        |       | 3    | 2    | 4    | 3    | 2    | 3    | 2    | 2    | 3    | 4    | 2    | 1    | 1    | 2     | 2     | 2    |
| PNV         |       | 4    | 4    | 4    | 3    | 3    | 3    | 3    | 4    | 4    | 3    | 3    | 3    | 2    | 3     | 3     | 2    |
| Amaiur      |       |      |      |      |      |      |      |      |      |      |      | 2    |      |      |       |       |      |
| EH Bildu    |       |      |      |      |      |      |      |      |      |      |      |      | 1    | 1    | 1     | 1     | 2    |
| Podemos     |       |      |      |      |      |      |      |      |      |      |      |      | 2    | 3    | 2     | 1     |      |
| Sumar       |       |      |      |      |      |      |      |      |      |      |      |      |      |      |       |       | 1    |
|             |       |      |      |      |      |      |      |      |      |      |      |      |      |      |       |       |      |
| Total       | Total | 10   | 10   | 10   | 10   | 10   | 9    | 9    | 9    | 9    | 8    | 8    | 8    | 8    | 8     | 8     | 8    |

### 1977
| Parti | Parti | Députés                                                                                                  |
| ----- | ----- | --- |
| PNV   |       | Iñigo Aguirre Kerexeta, Juan Ajuriaguerra Ochandiano, Pedro María Sodupe Corcuera, Marcos Vizcaya Retana |
| PSOE  |       | Txiki Benegas, Eduardo López Albizu, Nicolás Redondo Urbieta                                             |
| UCD   |       | Ricardo Echanove Tuero, Juan Echevarría Gangoiti                                                         |
| AP    |       | Pedro de Mendizábal Uriarte                                                                              |

- Juan Ajuriaguerra Ochandiano est remplacé en septembre 1978 par Jesús María Elorriaga Zarandona.

### 1979
| Parti | Parti | Députés |
| ----- | ----- | --- |
| PNV   |       | Iñigo Aguirre Kerexeta, Fernando Aristizábal Recarte, Jesús María Elorriaga Zarandona, Marcos Vizcaya Retana |
| PSOE  |       | Txiki Benegas, Nicolás Redondo Urbieta                                                                       |
| UCD   |       | Julen Guimón Ugartechea, Agustín Rodríguez Sahagún                                                           |
| HB    |       | Francisco Letamendía Belzunce, Pedro María Solabarría Bilbao                                                 |

- Txiki Benegas est remplacé en mars 1980 par Eduardo López Albizu.

### 1982
| Parti  | Parti | Députés                                                                                                |
| ------ | ----- | --- |
| PSOE   |       | José Luis Corcuera Cuesta, Ricardo García Damborenea, José de Gregorio Torres, Nicolás Redondo Urbieta |
| PNV    |       | Iñigo Aguirre Kerexeta, Jon Gangoiti Llaguno, Ana Gorroño Arrizabalaga, Marcos Vizcaya Retana          |
| AP-PDP |       | Julen Guimón Ugartechea                                                                                |
| HB     |       | Pedro María Solabarría Bilbao                                                                          |

- Iñigo Aguirre Kerexeta est remplacé en mai 1984 par Joseba Mirena de Zubíaz Atxaerandio.

### 1986
| Parti | Parti | Députés                                                                           |
| ----- | ----- | --------------------------------------------------------------------------------- |
| PNV   |       | Iñaki Anasagasti, Jon Gangoiti Llaguno, Joseba Mirena de Zubía Atxaerandio        |
| PSOE  |       | Ricardo García Damborenea, Nicolás Redondo Urbieta, José Antonio Sarazibar Sautua |
| HB    |       | José Domingo Ciluaga Arrate, Jon Idígoras Gerrikabeitia                           |
| CP    |       | Adolfo Careaga Fontecha                                                           |
| EE    |       | Kepa Aulestia Urrutia                                                             |

- Kepa Aulestia Urrutia est remplacé en février 1987 par Jon Larrinaga Apraiz.
- Jon Gangoiti Llaguno est remplacé en octobre 1986 par Ignacio María Echebarría Monteberría.
  - Ignacio María Echebarría Monteberría est remplacé en avril 1988 par Eduardo María Vallejo de Olejua.
- Nicolás Redondo Urbieta est remplacé en octobre 1987 par José de Gregorio Torres.
- José Antonio Sarazibar Sautua est remplacé en octobre 1987 par Patxi López.

- Les députés de Herri Batasuna ne prennent pas possession.

### 1989
| Parti | Parti | Députés                                                                               |
| ----- | ----- | ------------------------------------------------------------------------------------- |
| PNV   |       | Iñaki Anasagasti, Eduardo María Vallejo de Olejua, Joseba Mirena de Zubía Atxaerandio |
| PSOE  |       | Txiki Benegas, José de Gregorio Torres                                                |
| HB    |       | Jesús Muguruzu Guarrochena, Jon Idígoras Gerrikabeitia                                |
| PP    |       | Jaime Mayor Oreja                                                                     |
| EE    |       | Jon Larrinaga Apraiz                                                                  |
| EA    |       | Joseba Azkárraga Rodero                                                               |

- Jesús Muguruzu Guarrochena, assassiné le 20 novembre 1989, est remplacé avant l'ouverture de la législature par Ángel Alcalde Linares.
- Joseba Mirena de Zubía Atxaerandio est remplacé en février 1991 par Ricardo Ansotegui Aranguren.
  - Ricardo Ansotegui Aranguren est remplacé en mars 1992 par Ricardo Gatzagaetxebarría.
- Jon Larrinaga Apraiz est remplacée en février 1991 par Arantza Mendizábal.
- Jaime Mayor Oreja est remplacé en octobre 1990 par Antonio Merino Santamaría.

### 1993
| Parti | Parti | Députés                                                          |
| ----- | ----- | ---------------------------------------------------------------- |
| PNV   |       | Iñaki Anasagasti, Ricardo Gatzagaetxebarría, Jon Zabalia Lezamiz |
| PSOE  |       | Txiki Benegas, José Luis Marcos Merino, Nicolás Redondo Terreros |
| PP    |       | Antonio Merino Santamaría, Francisco Javier Peón Torre           |
| HB    |       | Jon Idígoras Gerrikabeitia                                       |

### 1996
| Parti | Parti | Députés                                                          |
| ----- | ----- | ---------------------------------------------------------------- |
| PNV   |       | Iñaki Anasagasti, Jon Zabalia Lezamiz, Margarita Uría Etxebarría |
| PP    |       | Francisco Javier Peón Torre, Antonio Merino Santamaría           |
| PSOE  |       | Txiki Benegas, Nicolás Redondo Terreros                          |
| HB    |       | Begoña Galdeano Prieto*                                          |
| IU    |       | José Navas Amores                                                |

- Nicolás Redondo Terreros est remplacé en octobre 1997 par Arantza Mendizábal.
- Les députés de Herri Batasuna ne prennent pas possession.

### 2000
| Parti | Parti | Députés                                                                   |
| ----- | ----- | ------------------------------------------------------------------------- |
| PNV   |       | Iñaki Anasagasti, Pedro Azpiazu, Josu Erkoreka, Margarita Uría Etxebarría |
| PP    |       | Marisa Arrúe Bergareche, Jaime Mayor Oreja, Antonio Merino Santamaría     |
| PSOE  |       | Arantza Mendizábal, Txiki Benegas                                         |

- Jaime Mayor Oreja est remplacé en avril 2001 par Rafael Carriegas Robledo.

### 2004
| Parti | Parti | Députés                                                                |
| ----- | ----- | ---------------------------------------------------------------------- |
| PNV   |       | Pedro Azpiazu, Josu Erkoreka, Aitor Esteban, Margarita Uría Etxebarría |
| PSOE  |       | Arantza Mendizábal, Txiki Benegas, Eduardo Madina                      |
| PP    |       | Marisa Arrúe Bergareche, Ignacio Astarloa Huarte-Mendicoa              |

### 2008
| Parti | Parti | Députés                                                           |
| ----- | ----- | ----------------------------------------------------------------- |
| PSOE  |       | Eduardo Madina, Arantza Mendizábal, Txiki Benegas, Josu Montalbán |
| PNV   |       | Josu Erkoreka, Aitor Esteban, Pedro Azpiazu                       |
| PP    |       | Ignacio Astarloa                                                  |

- Arantza Mendizábal (PSOE) est remplacé en mai 2008 par Óscar Seco Sevilla.

### 2011
| Parti  | Parti | Députés                                        |
| ------ | ----- | ---------------------------------------------- |
| PNV    |       | Josu Erkoreka, Aitor Esteban, Pedro Azpiazu    |
| PSOE   |       | Eduardo Madina, Txiki Benegas                  |
| Amaiur |       | Iñaki Antigüedad Auzmendi, Jon Iñarritu García |
| PP     |       | Leopoldo Barreda                               |

- Iñaki Antigüedad est remplacé en mai 2012 par Onintza Enbeita Maguregi.
- Txiki Benegas est remplacé en septembre 2015 par Loly de Juan.
- Josu Erkoreka est remplacé en décembre 2012 par Isabel Sánchez Robles.

### 2015
| Parti    | Parti | Députés                                       |
| -------- | ----- | --------------------------------------------- |
| PNV      |       | Aitor Esteban, Pedro Azpiazu, Pilar Ardanza   |
| Podemos  |       | Eduardo Maura Zorita, Rosa Martínez Rodríguez |
| PSOE     |       | Patxi López                                   |
| PP       |       | Leopoldo Barreda                              |
| EH Bildu |       | Onintza Enbeita Maguregi                      |

### 2016
| Parti    | Parti | Députés                                                             |
| -------- | ----- | ------------------------------------------------------------------- |
| UP       |       | Eduardo Maura Zorita, Rosa Martínez Rodríguez, José David Carracedo |
| PNV      |       | Aitor Esteban, Pedro Azpiazu                                        |
| PSOE     |       | Patxi López                                                         |
| PP       |       | Leopoldo Barreda                                                    |
| EH Bildu |       | Oskar Matute                                                        |

- Pedro Azpiazu est remplacé en novembre 2016 par Idoia Sagastizabal.
- Rosa Martínez est remplacée en février 2019 par María Carmen Iglesias Camarero.

### Avril 2019
| Parti    | Parti | Députés                                                    |
| -------- | ----- | ---------------------------------------------------------- |
| PNV      |       | Aitor Esteban, Idoia Sagastizabal, Josune Gorospe Elezkano |
| PSOE     |       | Patxi López, María Guijarro Ceballos                       |
| UP       |       | Roberto Uriarte Torrealday, Miren Gorrotxategi             |
| EH Bildu |       | Oskar Matute                                               |

### Novembre 2019
| Parti    | Parti | Députés                                                    |
| -------- | ----- | ---------------------------------------------------------- |
| PNV      |       | Aitor Esteban, Idoia Sagastizabal, Josune Gorospe Elezkano |
| PSOE     |       | Patxi López, María Guijarro Ceballos                       |
| UP       |       | Roberto Uriarte Torrealday                                 |
| EH Bildu |       | Oskar Matute                                               |
| PP       |       | Beatriz Isabel Álvarez Fanjul                              |

### 2023
| Parti    | Parti | Députés                                |
| -------- | ----- | -------------------------------------- |
| PNV      |       | Aitor Esteban, Idoia Sagastizabal      |
| PSOE     |       | Patxi López, María Guijarro Ceballos   |
| EH Bildu |       | Oskar Matute, Marije Fullaondo La Cruz |
| PP       |       | Beatriz Isabel Álvarez Fanjul          |
| Sumar    |       | Lander Martínez Hierro                 |

## Sénat

### Synthèse
|         |       | 1977 | 1979 | 1982 | 1986 | 1989 | 1993 | 1996 | 2000 | 2004 | 2008 | 2011 | 2015 | 2016 | 04/19 | 11/19 | 2023 |
| ------- | ----- | ---- | ---- | ---- | ---- | ---- | ---- | ---- | ---- | ---- | ---- | ---- | ---- | ---- | ----- | ----- | ---- |
| UCD     |       | 1    |      |      |      |      |      |      |      |      |      |      |      |      |       |       |      |
| PNV     |       | 2    | 3    | 3    | 3    | 3    | 3    | 3    | 3    | 3    | 1    | 3    | 3    | 3    | 3     | 3     | 3    |
| PSOE    |       | 1    | 1    | 1    | 1    | 1    | 1    | 1    |      | 1    | 3    | 1    |      |      | 1     | 1     | 1    |
| PP      |       |      |      |      |      |      |      |      | 1    |      |      |      |      |      |       |       |      |
| Podemos |       |      |      |      |      |      |      |      |      |      |      |      | 1    | 1    |       |       |      |
|         |       |      |      |      |      |      |      |      |      |      |      |      |      |      |       |       |      |
| Total   | Total | 4    | 4    | 4    | 4    | 4    | 4    | 4    | 4    | 4    | 4    | 4    | 4    | 4    | 4     | 4     | 4    |

### 1977
| Parti | Parti | Sénateurs                                            |
| ----- | ----- | ---------------------------------------------------- |
| PNV   |       | Michel Unzueta Uzcanga, Juan María Vidarte de Ugarte |
| UCD   |       | Martín Fernández Palacio                             |
| PSOE  |       | Ramón Rubial                                         |

### 1979
| Parti | Parti | Sénateurs                                                                  |
| ----- | ----- | -------------------------------------------------------------------------- |
| PNV   |       | Julio Jáuregui Lasanta, Ramón de la Sota Zorraquín, Michel Unzueta Uzcanga |
| PSOE  |       | Ramón Rubial                                                               |

### 1982
| Parti | Parti | Sénateurs                                                                           |
| ----- | ----- | ----------------------------------------------------------------------------------- |
| PNV   |       | Joseba Azkárraga Rodero, Carmelo Enrique Renobales Vivanco, José Luis Robles Canibe |
| PSOE  |       | Ramón Rubial                                                                        |

### 1986
| Parti | Parti | Sénateurs                                                                          |
| ----- | ----- | ---------------------------------------------------------------------------------- |
| PNV   |       | Iñaki Aguirre Barañano, Carmelo Enrique Renobales Vivanco, José Luis Robles Canibe |
| PSOE  |       | Manuel Fernández Ramos                                                             |

### 1989
| Parti | Parti | Sénateurs                                                                        |
| ----- | ----- | -------------------------------------------------------------------------------- |
| PNV   |       | Iñaki Aguirre Barañano, Juan José Aspuru Ruiz, Carmelo Enrique Renobales Vivanco |
| PSOE  |       | Ramón Rubial                                                                     |

- Iñaki Aguirre Barañano est remplacé en février 1991 par Gabriel María Madariaga Izurza

### 1993
| Parti | Parti | Sénateurs                                                             |
| ----- | ----- | --------------------------------------------------------------------- |
| PNV   |       | Pello Caballero Lasquibar, Jon Gangoiti Llaguno, Ricardo Sanz Cebrián |
| PSOE  |       | Ramón Rubial                                                          |

### 1996
| Parti | Parti | Sénateurs                                                                  |
| ----- | ----- | -------------------------------------------------------------------------- |
| PNV   |       | Pello Caballero Lasquibar, Jon Gangoiti Llaguno, Ricardo Gatzagaetxebarría |
| PSOE  |       | Ramón Rubial                                                               |

- Ramón Rubial, mort en fonctions le 24 mai 1999, est remplacé par Jesús María Rodríguez Orrantia.

### 2000
| Parti | Parti | Sénateurs                                                                          |
| ----- | ----- | ---------------------------------------------------------------------------------- |
| PNV   |       | Joseba Andoni Aurrejoetxea, Inmaculada Loroño Ormaechea, Ricardo Gatzagaetxebarría |
| PP    |       | Pilar Aresti Victoria de Lecea                                                     |

### 2004
| Parti | Parti | Sénateurs                                                                        |
| ----- | ----- | -------------------------------------------------------------------------------- |
| PNV   |       | Iñaki Anasagasti, Inmaculada Loroño Ormaechea, Francisco Javier Maqueda Lafuente |
| PSOE  |       | Lentxu Rubial Cachorro                                                           |

### 2008
| Parti | Parti | Sénateurs                                                                   |
| ----- | ----- | --------------------------------------------------------------------------- |
| PSOE  |       | Lentxu Rubial Cachorro, Dimas Antonio Sañudo Aja, Imanol Zubero Baescoechea |
| PNV   |       | Iñaki Anasagasti                                                            |

### 2011
| Parti | Parti | Sénateurs                                                        |
| ----- | ----- | ---------------------------------------------------------------- |
| PNV   |       | Iñaki Anasagasti, José María Cazalis Eiguren, Rut Martínez Muñoz |
| PSOE  |       | Dimas Antonio Sañudo Aja                                         |

- Antonio Sañudo est remplacé en septembre 2015 par Idoia Agorria Martínez.

### 2015
| Parti   | Parti | Sénateurs                                                                 |
| ------- | ----- | ------------------------------------------------------------------------- |
| PNV     |       | José María Cazalis Eiguren, Nerea Ahedo Ceza, María Dolores Etxano Varela |
| Podemos |       | Miren Gorrotxategi                                                        |

### 2016
| Parti   | Parti | Sénateurs                                                                 |
| ------- | ----- | ------------------------------------------------------------------------- |
| PNV     |       | José María Cazalis Eiguren, Nerea Ahedo Ceza, María Dolores Etxano Varela |
| Podemos |       | Miren Gorrotxategi                                                        |

### Avril 2019
| Parti | Parti | Sénateurs                                                           |
| ----- | ----- | ------------------------------------------------------------------- |
| PNV   |       | Nerea Ahedo Ceza, María Dolores Etxano Varela, Imanol Landa Jauregi |
| PSOE  |       | Txema Oleaga Zalvidea                                               |

### Novembre 2019
| Parti | Parti | Sénateurs                                                           |
| ----- | ----- | ------------------------------------------------------------------- |
| PNV   |       | Nerea Ahedo Ceza, María Dolores Etxano Varela, Imanol Landa Jauregi |
| PSOE  |       | Txema Oleaga Zalvidea                                               |

### 2023
| Parti | Parti | Sénateurs                                                        |
| ----- | ----- | ---------------------------------------------------------------- |
| PNV   |       | Nerea Ahedo Ceza, María Dolores Etxano Varela, Igotz López Torre |
| PSOE  |       | Txema Oleaga Zalvidea                                            |